# Prix Mnémo
Le Prix Mnémo est un prix annuel remis par le Centre Mnémo qui récompense une production jugée remarquable dans le domaine de la documentation ou de la recherche relative à la danse, la musique, la chanson et le conte traditionnels des francophones d'Amérique.

## Description
Créé en 1999, le Prix Mnémo est décerné chaque année vers les mois de novembre ou décembre. Une bourse (Bourse Paré de 500 $) accompagne le Prix, ainsi que des communiqués de presse aux médias. Par le passé, il a notamment récompensé des films faisant le portrait de traditions ou de leurs porteurs, des disques mettant en valeur le riche répertoire d'un musicien ou encore des recueils de contes et légendes.

## Gagnants
- 2022 - Lina Remon pour les épisodes balado « Les dessous de Mme B. ou les 78 tours de Mme Bolduc »[5]
- 2021 - Centre de valorisation du patrimoine vivant (Ès Trad) pour le balado « Porter la tradition »[6]
- 2020 - Daniel Clément pour la série Les récits de notre terre, Presses de l'Université Laval.
- 2019 - Non remis en raison de la pandémie de Covid-19.
- 2018 - À la publication Musique traditionnelle québécoise pour accordéon diatonique (vol. 1 et vol. 2)[7].
- 2017 - Robert Bouthillier pour le CD-DVD Temporel / Intemporel.
- 2016 - Jean Duval pour ses recherches, notamment sa maîtrise et son doctorat sur la musique traditionnelle québécoise.
- 2015 - André Gladu et le Centre du patrimoine vivant de Lanaudière pour la série de courts métrages Le Chant du Monde.
- 2014 - Au centre communautaire de Douglastown, à Luc Chaput, Laura Risk et Glenn Patterson pour le CD Musique et chanson de la Gaspésie, Douglastown.
- 2013 - À l'initiative multiplateforme Savoir Faire.
- 2012 - Pierre-Alexandre Saint-Yves pour le DVD Le chemin des savoirs, escale à Saint-Côme.
- 2011 - Au Conseil québécois du patrimoine vivant pour le mémoire Le patrimoine immatériel dans la législation québécoise.
- 2010 - Raynald Ouellet, Denis Pepin et Christian Maes pour le double CD John J. Kimmel, Un héritage fabuleux.
- 2009 - Jean-Nicolas Orhon pour le film Tant qu'il reste une voix avec Francine Brunel-Reeves.
- 2008 - Keith Corrigan et Jimmy Kelly pour le disque L'Irlande au Québec avec Lisa Ornstein, André Marchand et Nick Hawes.
- 2007 - Marie-Fleurette Beaudoin, présidente-directrice-générale de la maison d'édition Planète rebelle
- 2006 - Donald Deschênes et Marcel Bénéteau, pour le livre Contes du Détroit, Sudbury : Éditions Prise de parole, 2005
- 2005 - Sylvain Rivière et de Maude Jomphe, pour le livre Têtes de violon : 64 violoneux des îles de la Madeleine, Montréal : Éditions du Passage, 2005
- 2004 - Lisan Hubert et Danielle Martineau, pour le livre-disque On a du plaisir nous autres, Éditions du CRAPO, 2004
- 2003 - Fred Pellerin, pour le livre-disque Il faut prendre le taureau par les contes, Planète Rebelle
- 2002 - Éric Beaudry, pour le disque Édouard Richard, musique gaspésienne
- 2001 - Aux nombreux musiciens, techniciens et producteurs du disque Chants et complaintes maritimes des Terres françaises d'Amérique : Ontario, Québec, Acadie, Terre-Neuve, Louisiane, Anthologie des chansons de mer - Volume 16
- 2000 - Conrad Laforte et Monique Jutras pour le livre Vision d'une société par les chansons de tradition orale à caractère épique et tragique, Sainte-Foy : Les Presses de l'Université Laval, 1997, 521 p.
- 1999 - Carmelle Bégin, Jacques Gagné pour leur production Jean Carignan - Archives (coffret de 3 disques compacts avec livret de 26 pages).